# Akárki Joe
Az Akárki Joe (eredeti címe: Joe Somebody) 2001-es amerikai vígjátékdráma, amelyet John Pasquin rendezett. A forgatókönyvet John Scott Shepherd készítette. A produkció főbb szerepeiben Tim Allen, Julie Bowen és Kelly Lynch. 2001. december 19-én mutatták be az Egyesült Államokban. Magyarországon DVD-n jelent meg 2003. július 22-én.

## Cselekmény
Joe Scheffer nemrég elvált apa, aki a STARKe gyógyszergyár tehetséges szakembere. Egy nap Joe kislánya, Natalie kíséretében behajt a munkahelyi parkolóba, ahol munkatársa, Mark McKinney egy olyan helyre parkol, amely azok számára van fenntartva, akik már tíz éve dolgoznak a cégnél. McKinney azonban csak hét éve dolgozik ott. Amikor Joe kérdőre vonja McKinney-t, a férfi Natalie szeme láttára bántalmazza Joe-t.
Joe önsajnálatba zuhan, mígnem kollégájával, Meg Harperrel való beszélgetés után elhatározza, hogy visszavágót akar. Miután kihívást intézett McKinney-hez, akit ideiglenesen felfüggesztettek, Joe kezdi azon kapni magát, hogy bátorsága miatt nagyon népszerűvé válik az irodában. Meg és Natalie azonban nem érzi úgy, hogy a McKinney elleni harc bármit is megoldana, és mindketten megpróbálják ezt Joe-nak is elmondani, sikertelenül. Joe egy Chuck Scarett nevű harcművészeti oktató segítségét kéri, hogy megtanítsa őt az önvédelemre. 
A dolgok jó irányt vesznek Joe számára, mikor előléptetik, és randizni kezd Meggel. Amikor Meg rájön, hogy Joe egy nem létező pozíciót kapott, hogy megakadályozzák, hogy beperelje a céget, felmond. Meg ismét megpróbálja meggyőzni Joe-t, hogy ne harcoljon McKinney-vel, és végül ultimátumot ad neki: ha nem mondja le a harcot McKinney-vel, a kapcsolatuknak vége. A bunyó napján Joe útra kel az iskola felé, ahol a verekedés lesz. Végül azonban rájön, hogy nincs erre szüksége, hogy önmagának vagy bárki másnak bizonyítson. Amikor Joe közli McKinneyvel és a többi munkatársával, hogy nem lesz verekedés, McKinney bocsánatot kér Joe-tól. Joe ezután elmegy és kibékül Meggel.

## Szereplők
| Szerep           | Színész           | Magyar hangja   |
| ---------------- | ----------------- | --------------- |
| Joe Scheffer     | Tim Allen         | Forgács Gábor   |
| Meg Harper       | Julie Bowen       | Rudolf Teréz    |
| Callie Scheffer  | Kelly Lynch       | n.a             |
| Jeremy           | Greg Germann      | Lux Ádám        |
| Natalie Scheffer | Hayden Panettiere | n.a             |
| Mark McKinney    | Patrick Warburton | Beratin Gábor   |
| Chuck Scarett    | James Belushi     | Gesztesi Károly |
| Rick Raglow      | Ken Marino        | n.a             |
| Cade Raymond     | Wolfgang Bodison  | Bognár Tamás    |
| Abby Manheim     | Cristi Conaway    | n.a             |
| Pat Chilcutt     | Robert Joy        | n.a             |

## Fogadtatás

### Kritikai visszhang
A film negatív reakciókat váltott ki a kritikusokból. A Rotten Tomatoeson 21%-os minősítést ért el 85 értékelés alapján, az összefoglaló szerint: „Kedves, de rendkívül könnyű és kiszámítható.” Jay Carr a Boston Globe-tól azt írta: „Nem sok sikerrel, de Allen és az a kis savanyú őszinteség, amit a forgatókönyv tartalmaz, tompítja a hiányosságait.” Jonathan Foreman a New York Posttól azt írta: „A formula követelményei végül elfojtanak mindent, ami akár csak látszólag is inspirációnak vagy őszinteségnek tűnik.” Stephen Holden a New York Timestól azt írta: „Az Akárki Joe folyamatosan elpazarolja a viccek lehetőségeit.”
A Metacritic 42 pontot adott a 100-ból 21 vélemény alapján. Stephen Hunter a Washington Posttól azt írta: „Nem nagyszerű, de nem is féleszű.” Scott Foundas a Variety-től azt írta: „Eléggé sablonos anyag: unalmas önérvényesítés, mindenhol melegséggel átszőve. De amitől ez az Akárki valami, az Pasquin ügyes tapintása és megértése az anyaggal.” Roger Ebert szerint: „Ez egy egyszerű, egészséges példázat összeomlóan nyilvánvaló, és mi türelmesen ülünk, míg a szereplők és a forgatókönyv lassan eljutnak az elkerülhetetlen végkifejlethez. Kockázatot kell vállalnia, és meg kell lepnie minket.”

### Bevétel adatai
A film Box Office Mojo szerint veszteséges volt. A 38 millió dolláros költségvetésre 24 millió dolláros bevételt ért el.